# Homelite Corporation
Homelite Corporation je výrobce zahradní a lesnické techniky. Značka Homelite se opírá o více než stoletou tradici. Je spjata s výrobou záložních zdrojů pro civilní i armádní použití, největší proslulost jí zajistila úspěšná účast na vývoji jednomužné pily. Typ Homelite XL-12 se stal první lehkou řetězovou pilou a postavil se na začátek vývoje pil pro domácí použití. Její četnost a obliba ve Spojených státech se projevila na její účasti v hororech Lesní duch a Texaský masakr motorovou pilou.
Pily Homelite byly jako první dováženy pro potřeby lesní těžby v poválečném Československu.  

## Historie

### Od zapadlých farem po létající pevnosti
Společnost Homelite byla založena v roce 1921 Charlesem H. Fergusonem v Port Chesteru ve státě New York. Pod názvem Home Electric Lighting Company dodávala přenosné benzínové zdroje elektrického proudu. Vysoká poptávka z osamělých farem a zapadlých sídel zajistila firmě rychlý rozvoj a její název byl zkrácen na Homelite. Nejvýznamnějším zákazníkem se však stala armáda. Během druhé světové války společnost získala 70 velkých kontraktů v hodnotě 34 525 000 dolarů, při jejichž plnění armádě dodala téměř 100 000 pomocných energetických jednotek. Kromě polních kuchyní a radiových stanic, byly zdroji Homelite vybaveny bombardéry B17, B24, PB4Y-2 a C46 a z obrněných vozidel střední tank M3 Lee a M4 Sherman  a stíhače tanků M10, M18 a M36.

### Řetězové pily
Po válce firma přišla o atraktivní výrobní program a 1000 zaměstnanců přišlo o práci. Zkušenosti s výrobou dvoutaktních motorů a elektrických generátorů namířily pozornost k výrobě motorových pil. V roce 1946 Homelite přišla s elektrickou řetězovou pilou, v roce 1949 vyvinula jednomužnou motorovou pilu 20MCS, která rychle získala popularitu díky tehdy atraktivní hmotnosti 11,5 kg. Další vývoj pily se ubíral směrem k žádanému snižování hmotnosti. V roce 1962 se objevil typ XL-12 z hořčíkové slitiny, kde číslo dvanáct označovalo hmotnost v librách. Váha 5,5 kg představovala oproti průměru skok zhruba na polovinu. Jako první pila na světě se model Homelite stal lehkou jednomužnou pilou podle dnešních kategorií a stanovil hmotnostní standard platný doposud. Model XL-12, dodávaný s lištami od 30 do 61 cm, se stal jedním z nejznámějších modelů ruční řetězové pily a mimořádné obliby dostál především ve své domovině.Cestou snižování hmotnosti šla firma dále a pilu XL Textron o hmotnosti 3,3 kg, označovanou v inzerátech jako „camping saw“ dodávala v elegantním červeném kufříku. Tento typ spolu s modelem McCulloch Mini Mac1 stanovil hmotnostní hranici, kterou překonaly až moderní extrémně lehké arboristické pily.
Časem se společnost Homelite při hledání zákazníka a při změně majitelů stále více obracela k produkci širšího záběru až nakonec přesunula svou výrobu, stejně jako domácí rival McCulloch, především na spotřebitelskou úroveň zahradní techniky. Spolu s historickými modely McCulloch tvoří modely z rané produkce Homelite základ sbírek severoamerických sběratelů řetězových pil.

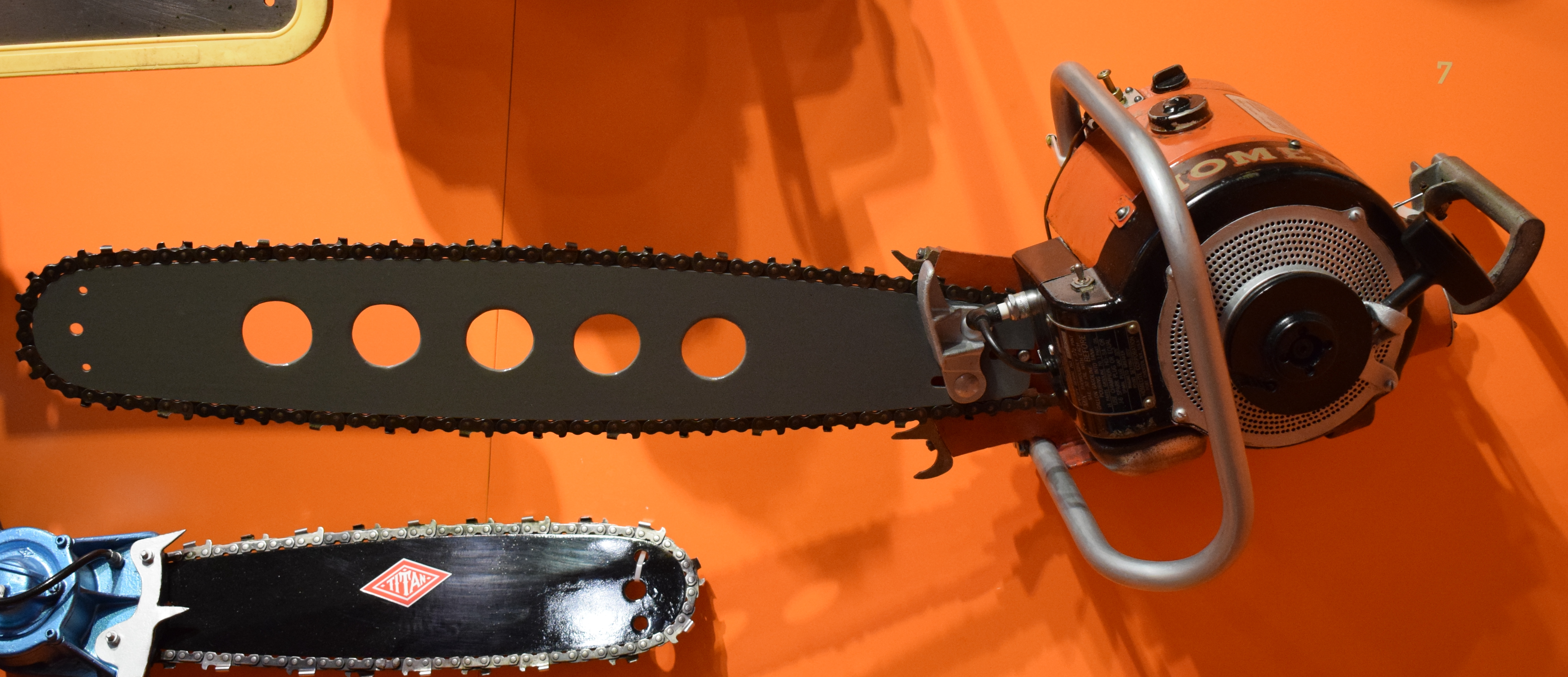
20MCS[5] - první motorová pila Homelite
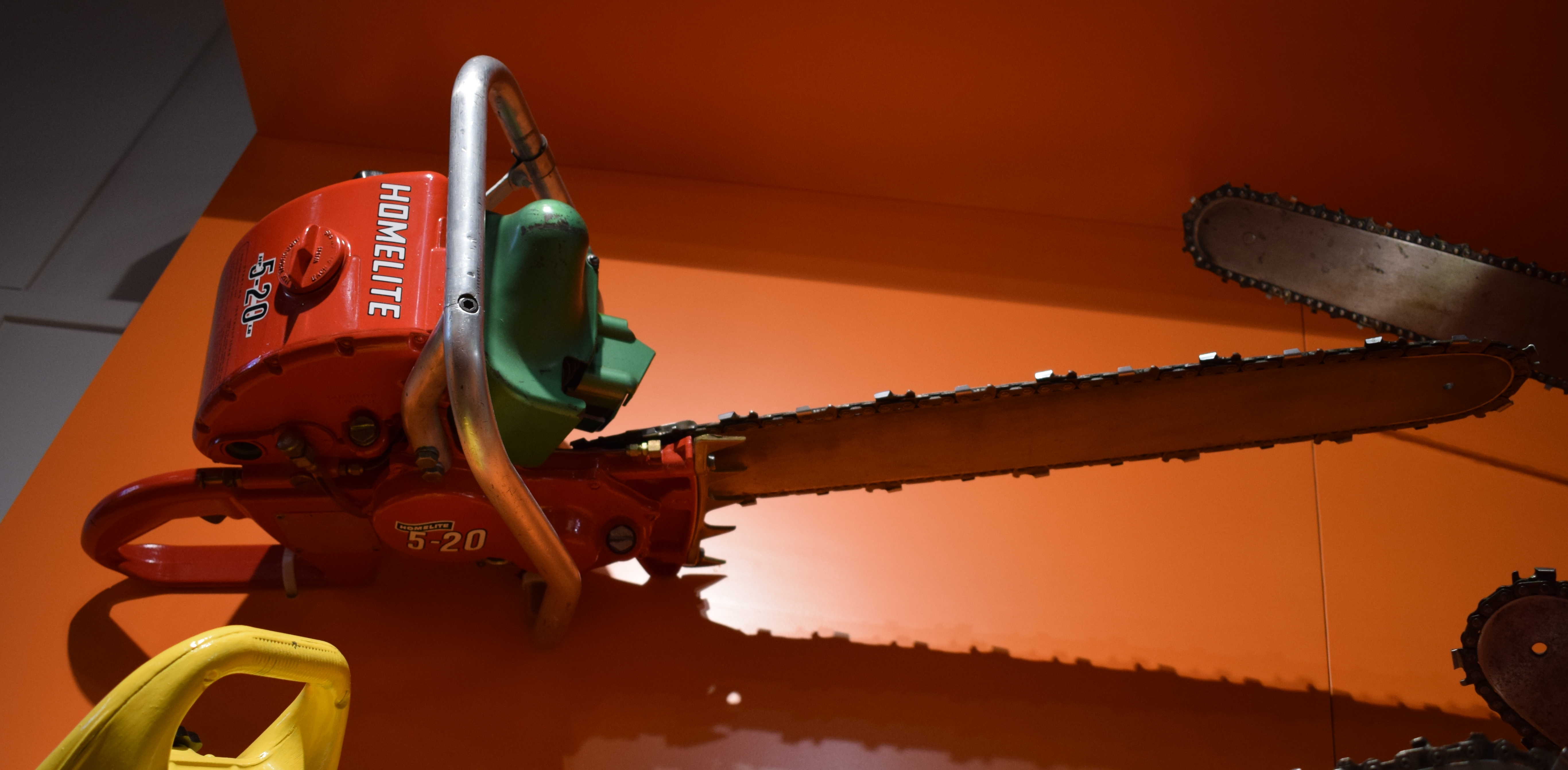
Typ 5-20[8] z roku 1955
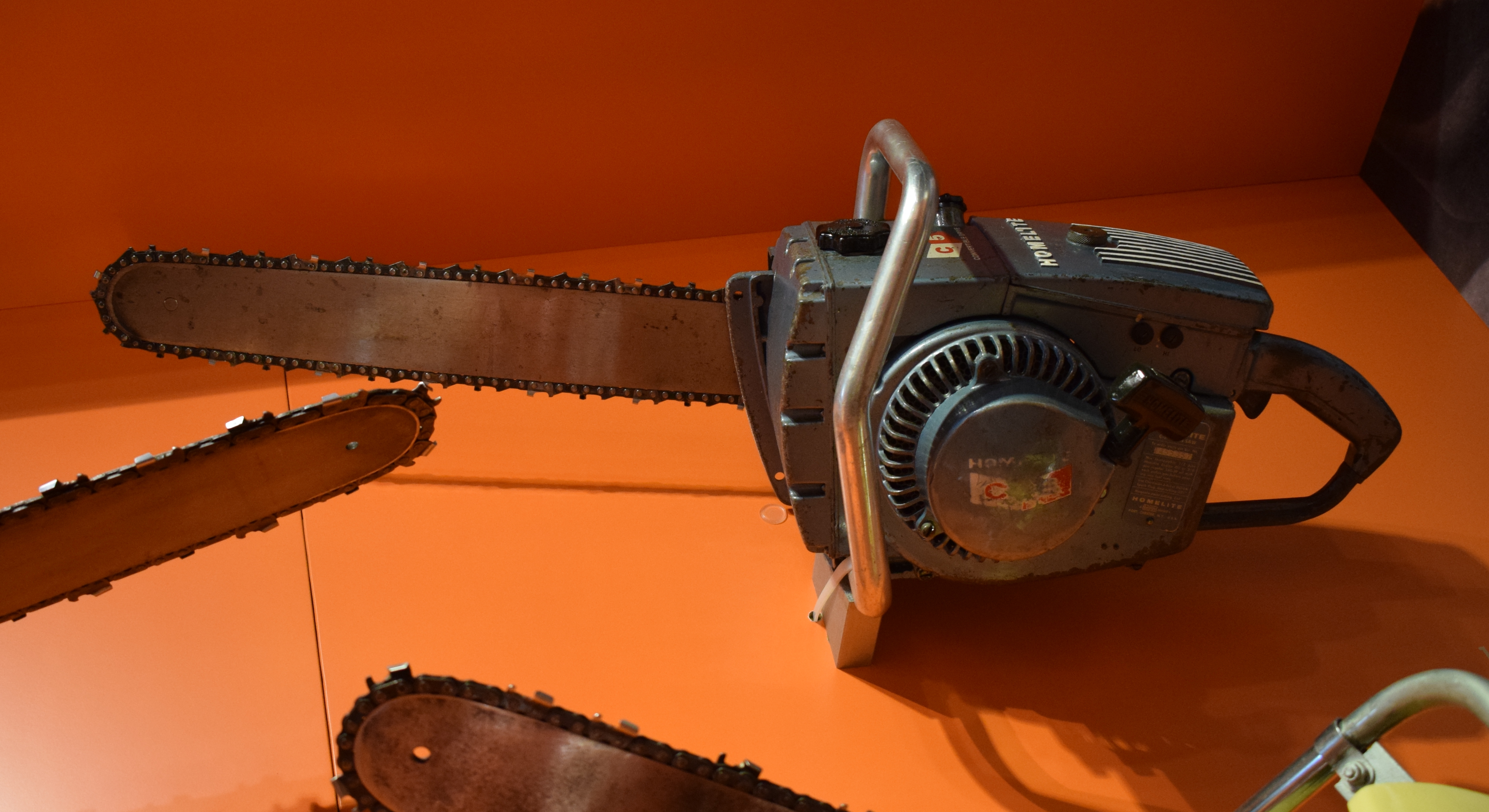
Typ C-5[9][10] z roku 1960

### Cesta od lesní těžby po péči o trávník
Samostatnost společnosti Homelite skončila v roce 1954. Vedení textilní společnosti Textron se rozhodlo rozšířit své portfolio o skladbu netextilní produkce a do pozornosti se dostala i výroba motorových pil. Pod značkou Homelite pak pokračovalo nejslavnější období vývoje a výroby řetězových pil a některé modely získaly název Textron do názvu. Po čtyřiceti letech v roce 1994 odkoupil Homelite John Deer, aby rozšířil nabídku zemědělských strojů.

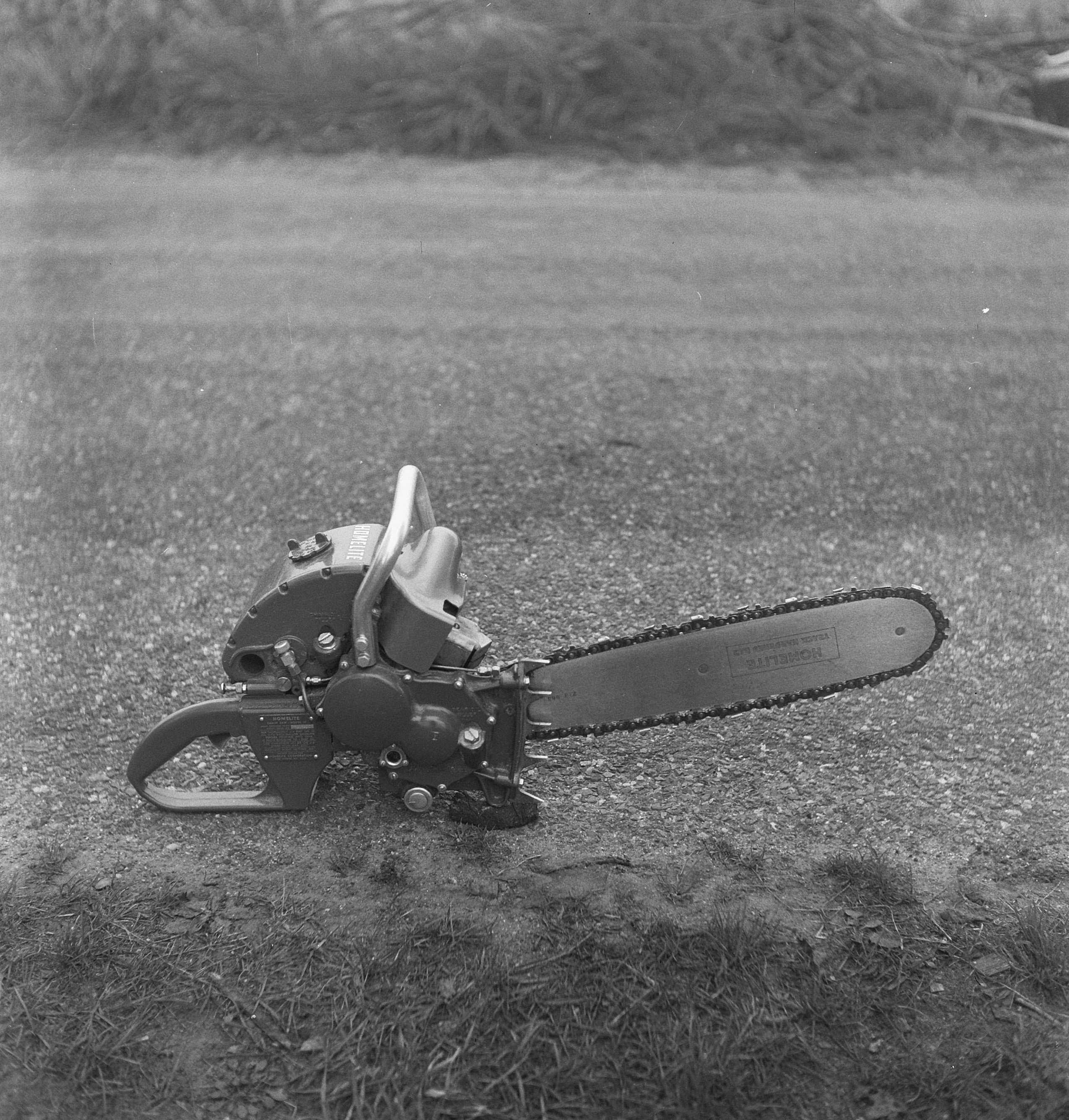
Homelite 17, jeden z prvních modelů v ČSSR

V roce 2001 však John Deer prodal Homelite společnosti Techtronic Industries.  Po zakoupení společností Techtronic Industries Company Limited se sídlem v Hongkongu se primární výroba a vývojové úsilí definitivně přesunulo na zahradnické vybavení.

## Dodávky do Československa
Od roku 1957 byly do Československa dováženy jednomužné bezpřevodové motorové pily s bezplovákovým karburátorem typu Homelite EZ 6 a EZ 6-A s motory o objemu 88 cm3 s výkonem 5,6 k. Hmotnost pily bez lišty a řetězu byla 8,8 kg, Později byly doplněny pilami Homelite 17A. Od roku 1968 byly dováženy lehké typy pil Homelite XL 103, Homelite XL 800, Homelite XL 900, Homelite XL 903, Homelite XL 913, Homelite XL 923, Homelite VI 944 a Homelite 350 SL AUTO. Všechny typy měly hmotnost pod 7 kg bez lišty a řetězu.
První profesionální prořezávkovou motorovou pilou dovezenou do ČSSR byla v roce 1971 Homelite XL Mini s objemem motoru 26,2 cm3 a ručním mazáním řetězu. Dodávky prořezávkových pil pokračovaly vylepšenými modely Homelite XL Mini-Automatic s automatickým mazáním řetězu a výkonnějším typem Homelite Super XL Mini-Automatic. Všechny tyto pily byly dodávány s lištami o délce 254 mm (10“). 
Začátkem tisíciletí některé řetězce hobby marketů (OBI, MALL) nabízely pilu vyšší hobby třídy HCS45 s lištou 45 cm.

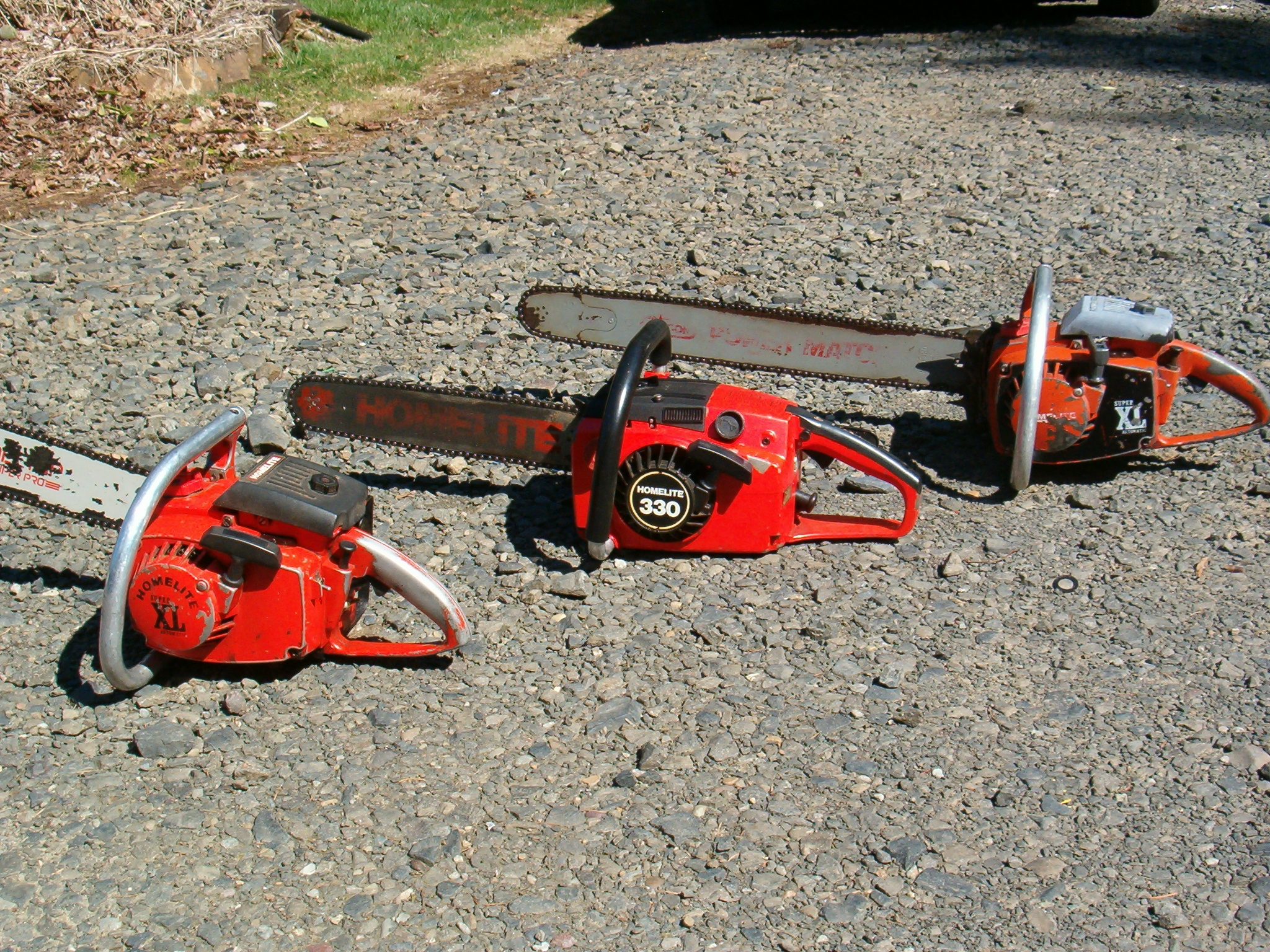
Přehlídka legend
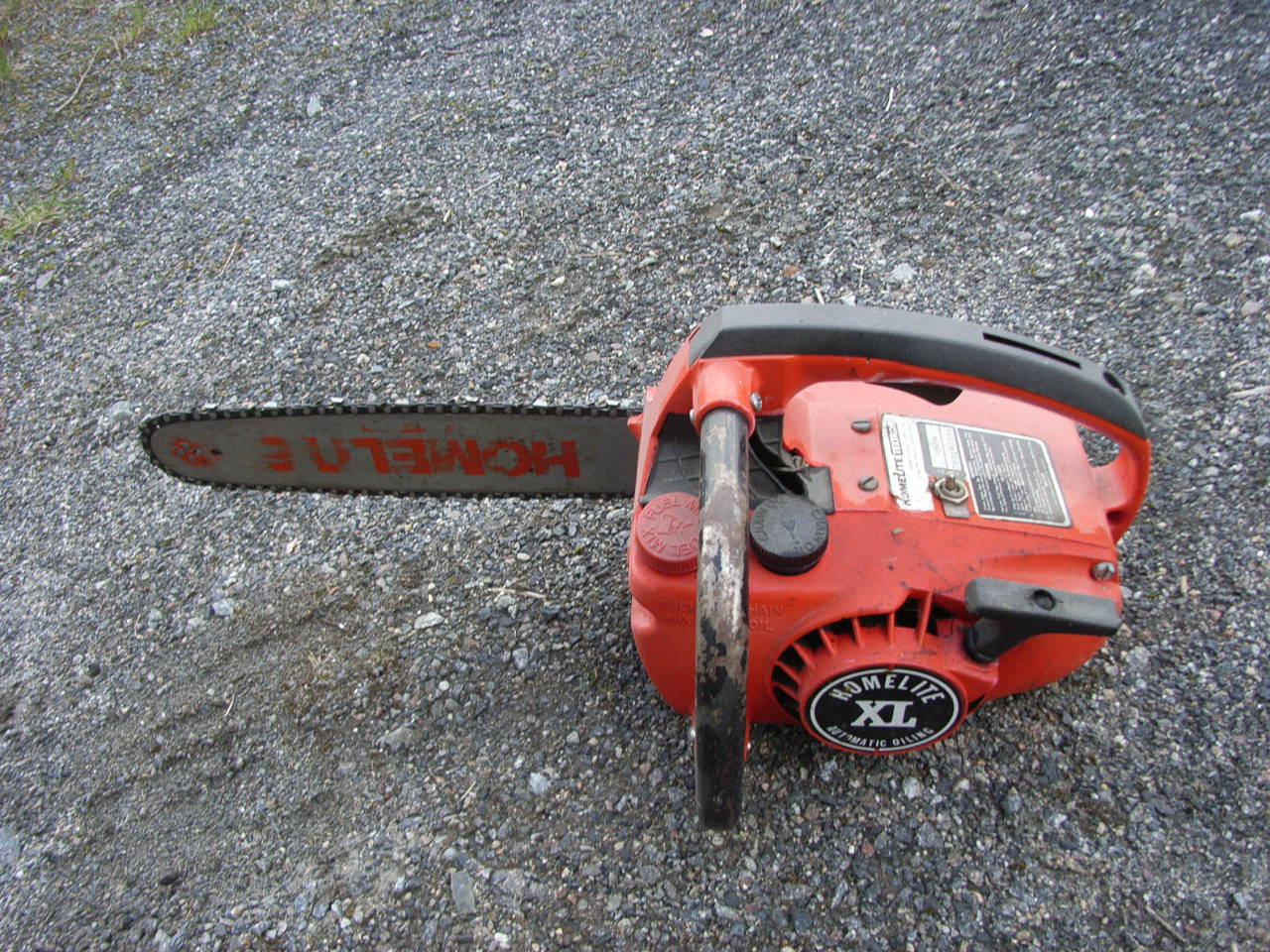
Homelite XL s 10" lištou
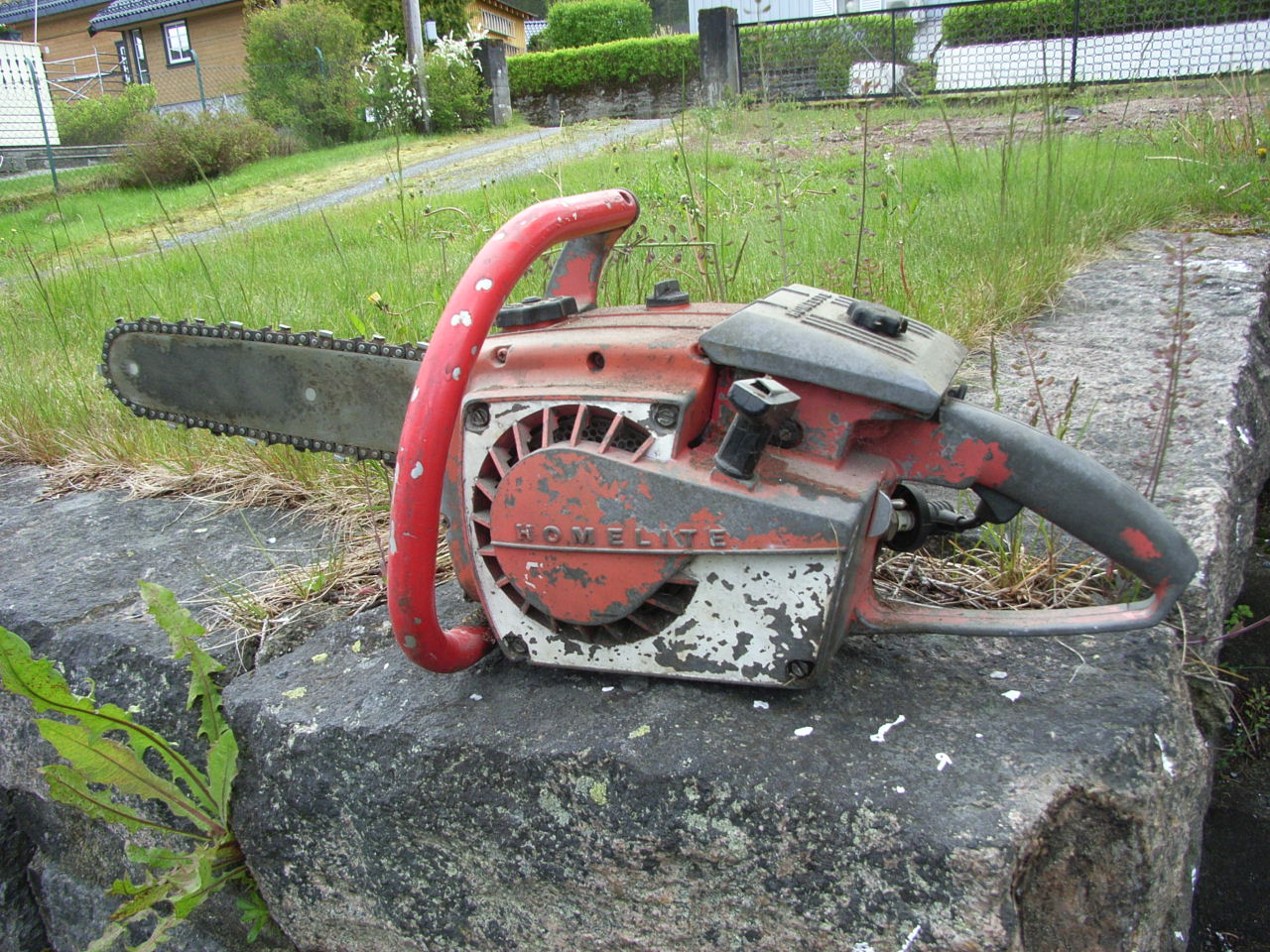
Homelite XL 800
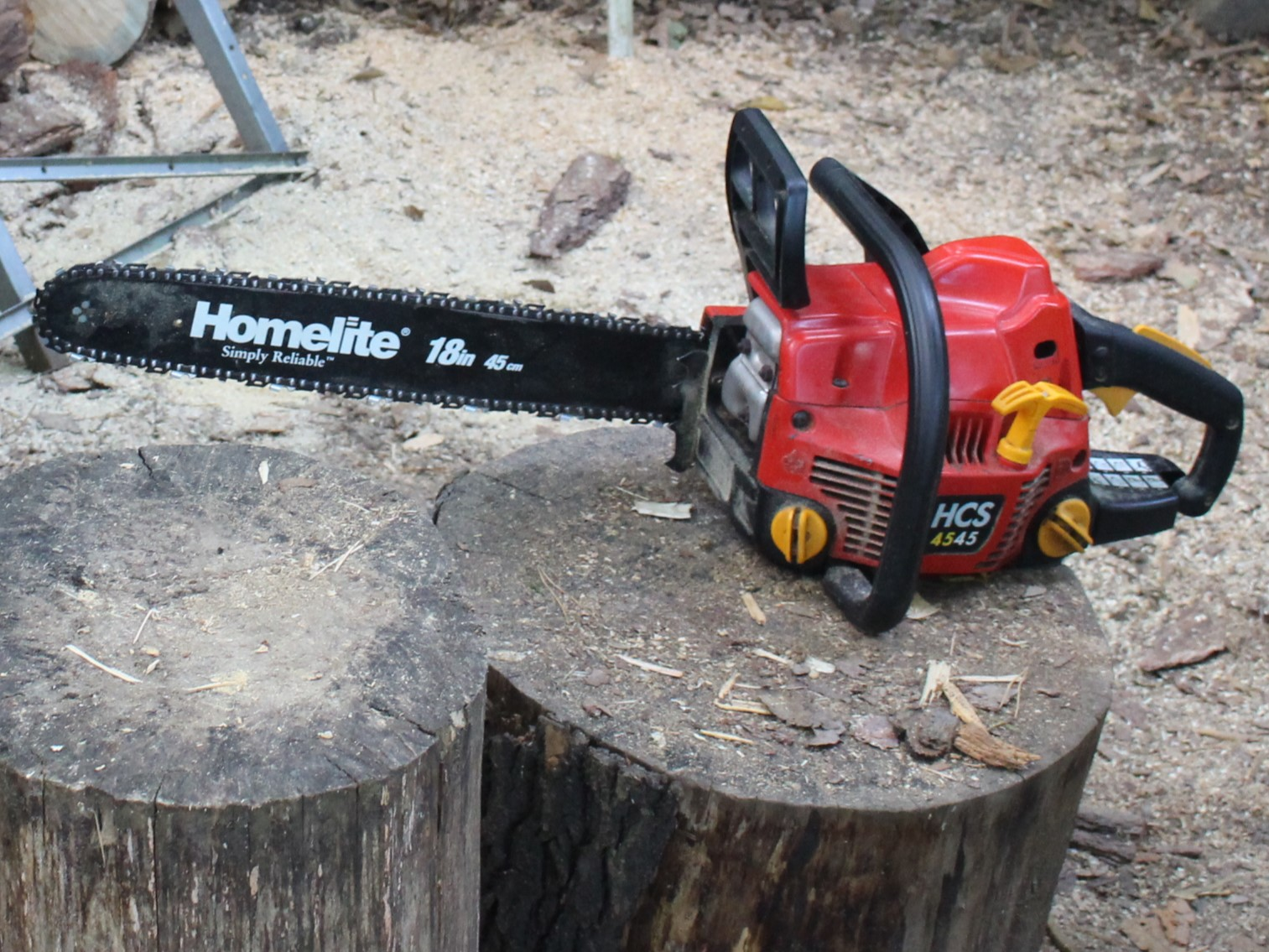
Homelite HCS45 z roku 2009